# Медаль «За гражданскую доблесть» (Италия)
Медаль «За гражданскую доблесть» (итал. Onorificenze al valor civile) — награда, вручаемая сначала Королевством, а затем и Республикой Италия лицам «проявившим исключительное мужество и принёсшие выдающуюся пользу обществу».
Ей могли быть награждены как отдельные граждане (в том числе и посмертно), так и коллективы, в том числе «военные ведомства, организации и органы» (включая муниципалитеты), если принадлежащие к ним лица во время выполнения своих гражданских обязанностей сознательно подвергали свои жизнь опасности.

## История
Король Сардинии Виктор Эммануил II учредил медаль «За гражданскую доблесть» королевским указом № 1168 от 30 апреля 1851 года. После образования Итальянской Республики награда регулировалась законом № 13 от 2 января 1958 года; соответствующее постановление об награждении было затем определено указом президента № 1616 от 6 ноября 1960 года.

## Степени
В зависимости от обстоятельств совершенного подвига, а также его значения,  было четыре степени награды:
 Золотая медаль «За гражданскую доблесть»
 Серебряная медаль «За гражданскую доблесть»
 Бронзовая медаль «За гражданскую доблесть»
Почетная грамота «За гражданскую доблесть»
Последняя вручается министром внутренних дел, а медали — президентом республики по предложению министра внутренних дел.

## Награждение населённых пунктов
Особое значение имеют медали, вручаемые городам, муниципалитетам и провинциям в знак признания героизма, проявленного их сообществами во время войн, стихийных бедствий или других государственных трагедий.

## Медаль «Фонда Карнеги»
17 июня 1911 шотландский филантроп Эндрю Карнеги в письме итальянскому правительству запросил премьер-министра Джованни Джолитти учредить фонд в 750 000 долларов США акциями сталелитейной компании Карнеги. Годовой доход этой организации должен был пойти на денежные выплаты людям, которые, несмотря на своё тяжёлое финансовое положение, рискуют жизнью на благо общества. Карнеги также предположил вручать людям медали, если они не находятся в бедственном положении.
Так был учреждён Фонд Карнеги, базировавшийся в Палаццо Виминале, бывшем также и резиденцией Министерства внутренних дел.
Медальные ленты Фонда Карнеги «За доблесть»
 Золотая медаль Фонда Карнеги «За доблесть»
 Серебряная медаль Фонда Карнеги «За доблесть»
 Бронзовая медаль Фонда Карнеги «За доблесть»